# Радио Релох
«Ра́дио Рело́х» (исп. Radio Reloj, букв. «Ра́дио Часы́») — кубинская новостная радиостанция. Начала вещание 1 июля 1947 года с крыши здания в Гаване, в котором раньше располагались офисы радиостанции «Circuito CMQ».
Радиостанция «Радио Релох» по своему уникальна: её отличительными признаками являются постоянное тиканье секундных стрелок, объявление диктором времени каждую минуту и при этом постоянном фоне секундных стрелок круглосуточное, 24 часа в сутки, зачитывание новостей в прямом эфире.
Была одной из первых круглосуточных радиостанций в Латинской Америке.
Это общегосударственная радиостанция, входящая в Систему кубинского радио, которой управляет государственное учреждение Кубинский институт радио и телевидения.

## Программы
Радиостанция не передаёт ни музыки, никаких записей в эфире тоже нет. Всё, что вы слышите, когда настраиваетесь на неё, это тиканье (пикание) часов и на его фоне голос диктора. Время на радиостанции стандартное кубинское, от Национальной кубинской обсерватории.